# Aquilino Bonfanti
Aquilino Bonfanti (Milano, 25 febbraio 1943 – Montecatini Terme, 12 aprile 2016) è stato un calciatore italiano, di ruolo attaccante.

## Biografia
Sia il figlio Arnaldo, sia il nipote Nicholas (figlio dello stesso Arnaldo) hanno a loro volta avuto delle carriere da calciatori professionisti: il primo, nato nel 1978, ha esordito in Serie A con l'Atalanta prima di diventare un giocatore di lungo corso in Serie C e Serie D; il secondo, nato nel 2002, ha giocato nelle giovanili di Virtus Bergamo 1909 e Inter, trasferendosi poi al Modena nell'estate del 2021, iniziando così la sua carriera professionistica.
È scomparso nel 2016 all'età di 73 anni a seguito di una polmonite, poco dopo essere stato operato al pancreas.

## Caratteristiche tecniche
Giocava principalmente come ala sinistra.

## Carriera
È cresciuto nel Milan, con cui ha esordito in massima serie il 25 aprile 1965 nella vittoria interna per 1-0 contro la Juventus e ha ottenuto complessivamente 3 presenze in campionato.
Ha giocato anche con Lecco, Inter (7 presenze ed una rete nella stagione 1967-68), Verona, Catania, Catanzaro, Reggina e Carrarese. È stato capocannoniere in Serie B nella stagione 1969-1970 con la maglia del Catania, anno in cui con gli etnei ottiene anche la promozione in Serie A.
In carriera ha totalizzato complessivamente 84 presenze e 10 reti in Serie A, e 161 presenze e 41 reti in Serie B.
È stato allenatore di squadre minori nei campionati regionali della Toscana: Montecatini Murialdo, Margine Coperta, Borgo a Buggiano, Vianova Pieve a Nievole.

## Palmarès

### Giocatore

#### Competizioni nazionali
- Serie D: 2

Pistoiese: 1974-1975
Carrarese: 1977-1978

#### Individuale
- Capocannoniere della Serie B: 1

1969-1970 (13 gol) (a pari merito con Ariedo Braida e Roberto Bettega)